# Torre de Miguel Sesmero
Torre de Miguel Sesmero es un municipio español, perteneciente a la provincia de Badajoz (comunidad autónoma de Extremadura).

## Geografía física
Integrado en la comarca de Llanos de Olivenza, se sitúa a 38 kilómetros de Badajoz. El término municipal está atravesado por la carretera nacional N-432, entre los pK 30 y 32, por la carretera autonómica EX-105, que permite la comunicación con Almendral y Nogales, y por una carretera local que conecta con Entrín Bajo. 
El relieve del municipio es predominantemente llano, con muchas dehesas, y es atravesado por el arroyo de Nogales. Al norte del territorio existe un complejo lagunar formado por Laguna Grande, Laguna Llana y Laguna de la Marciega. La altitud oscila entre los 438 metros en el extremo suroccidental y los 260 metros a orillas del arroyo de Nogales. El pueblo se alza a 322 metros sobre el nivel del mar. 
| Noroeste: Badajoz   | Norte: Badajoz | Noreste: Nogales |
| Oeste: Almendral    |                | Este: Nogales    |
| Suroeste: Almendral | Sur: Nogales   | Sureste: Nogales |

## Historia
El origen de Torre de Miguel Sesmero pudo ser celta, dándole el nombre de Saluxtogi hace unos 2600 años. Después tuvo un asentamiento romano dando origen a otro nombre: Turrilux.
Las historias cuentan que el nombre del pueblo fue debido a un torreón situado entre las casas del pueblo. Dicho torreón es lo que queda de un castillo y muralla construidos en la época medieval para la defensa del pueblo en las guerras contra Portugal. Posteriormente a estos conflictos el pueblo quedó despoblado. La fortaleza (menos el torreón) fue demolida en torno a 1841.
Anteriormente se llamaba Torre de Almendral, ya que dependía de este pueblo vecino. Ambos pueblos llevaron a cabo una contienda en el siglo VII de la que se posee poca documentación.
También dicen que en la época medieval, Don Miguel Pico encontró un tesoro en las tierras del pueblo, y dado que Don Miguel era sexmero (repartidor de tierras), le pusieron su nombre en su honor y el pueblo tuvo una repoblación. 
Su fundación fue en el siglo XIV, allá por el año 1392 y es aquí cuando se le da el nombre Torre de Miguel Sesmero. Se han hallado documentos que confirman que las tierras del pueblo eran del Obispo de Badajoz.
Según Vicente Navarro del Castillo, 14 habitantes de Torre de Miguel Sesmero salieron para la conquista americana, siendo entre ellos el de mayor relevancia Bartolomé Martínez Menacho, quien desempeñaría los siguientes cargos eclesiásticos: vicario capitular de la catedral de Lima (Perú), obispo de Panamá y arzobispo de Santa Fe de Bogotá (Colombia).
Muchos fueron los que viajaron a América en los principios de su descubrimiento. En este pueblo también hubo entre otros, estos torreños:
- Pedro Benítez, hijo de Alonso Durán y María Alonso. Tuvo la  licencia para viajar a Indias el 12 de abril de 1527.
- Juan de Cábalos, hijo de Juan Gallego y Catalina Pérez. Tuvo la licencia para pasar a Indias el 18 de agosto de 1517.
- Pedro Carvajal, hijo de Cristóbal Pérez y Catalina de Carvajal. Era muy pobre. Fue a Méjico y se casó con una hija de Bartolomé Guisado, sobrina de Alonso Guisado. En 1547 pensaba trasladarse a Perú con su mujer y sus dos hijos, después trató de hacerlo a Guatemala y no se le permitió.
- Alonso Gallego, con 36 años fue a Costa Rica en la expedición de Diego de Artieda en 1575.
- Alonso González, hijo de Gonzalo Martín Garnamete y María Alonso. Tuvo la licencia para ir a Santo Domingo el 15 de septiembre de 1536.
- Martín Gutiérrez, con 25 años pasó a Costa Rica en la expedición de Diego de Artieda en 1575.

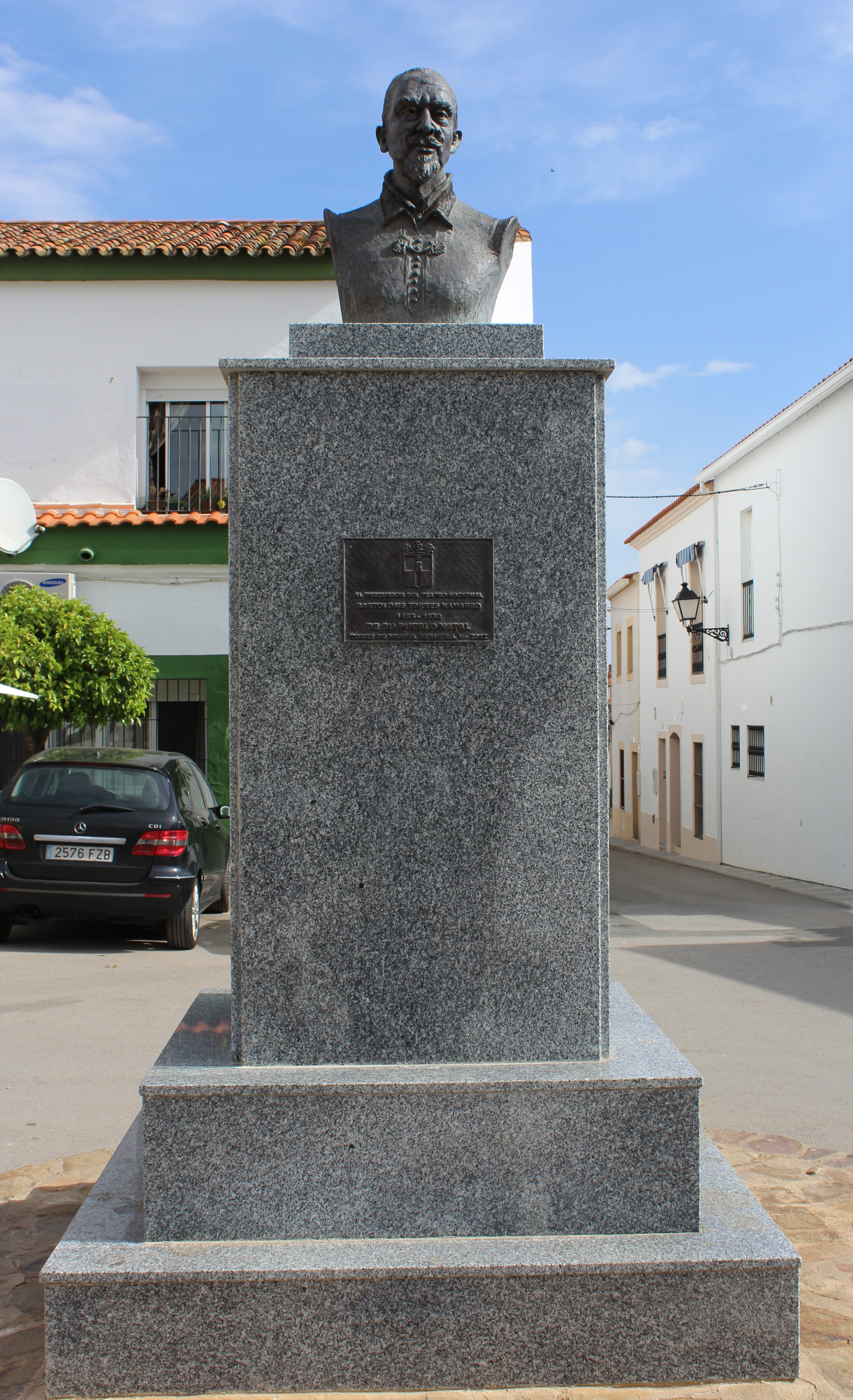
Monumento a Bartolomé de Torres Naharro (1485-1520), dramaturgo y poeta renacentista.

En 1531 solamente tenía 332 habitantes.
La condición de Villa se adjudicó 1635 mediante pago de 11 000 ducados a Felipe IV y en 1465 se une junto con Almendral al Señorío de Feria mediante una donación real.
Entre los meses de septiembre a octubre de 1643, las tropas portuguesas, al mando del Duque de Obidos, querían sitiar Badajoz, pero al desistir en su empeño decidió arrasar algunos pueblos de la frontera, entre los que se encuentra Torre de Miguel Sesmero, consiguiendo un estado de miedo en toda la zona que hizo que muchos lugareños abandonaran el pueblo y los de alrededor.
A la caída del Antiguo Régimen la localidad se constituye en municipio constitucional en la región de Extremadura. Desde 1834 quedó integrado en el Partido judicial de Olivenza. En el censo de 1842 contaba con 259 hogares y 970 vecinos.
Cabe destacar que en Torre de Miguel Sesmero se realizó uno de los primeros Congresos Obreros en 1902 señalando las huelgas de los jornaleros en busca de mejoras en el trabajo.
Su escudo fue aprobado el 27 de febrero de 1986.

## Demografía
Torre de Miguel Sesmero cuenta con una población de 1241 habitantes (INE 2024).
| Gráfica de evolución demográfica de Torre de Miguel Sesmero entre 1842 y 2021                                         |
| |
| Población de derecho según los censos de población del INE. Población de hecho según los censos de población del INE. |

## Economía
En 2022 la renta bruta media era de 18 093 euros y operaban en el municipio 81 empresas.
Junto a otros productos locales, destaca la producción de higos, especialmente de la variedad «calabacita», en torno a la que se celebra anualmente la ya tradicional Fiesta del Higo.
Desde 2009 el municipio cuenta con la central termosolar Extresol de 150 megavatios.

## Patrimonio

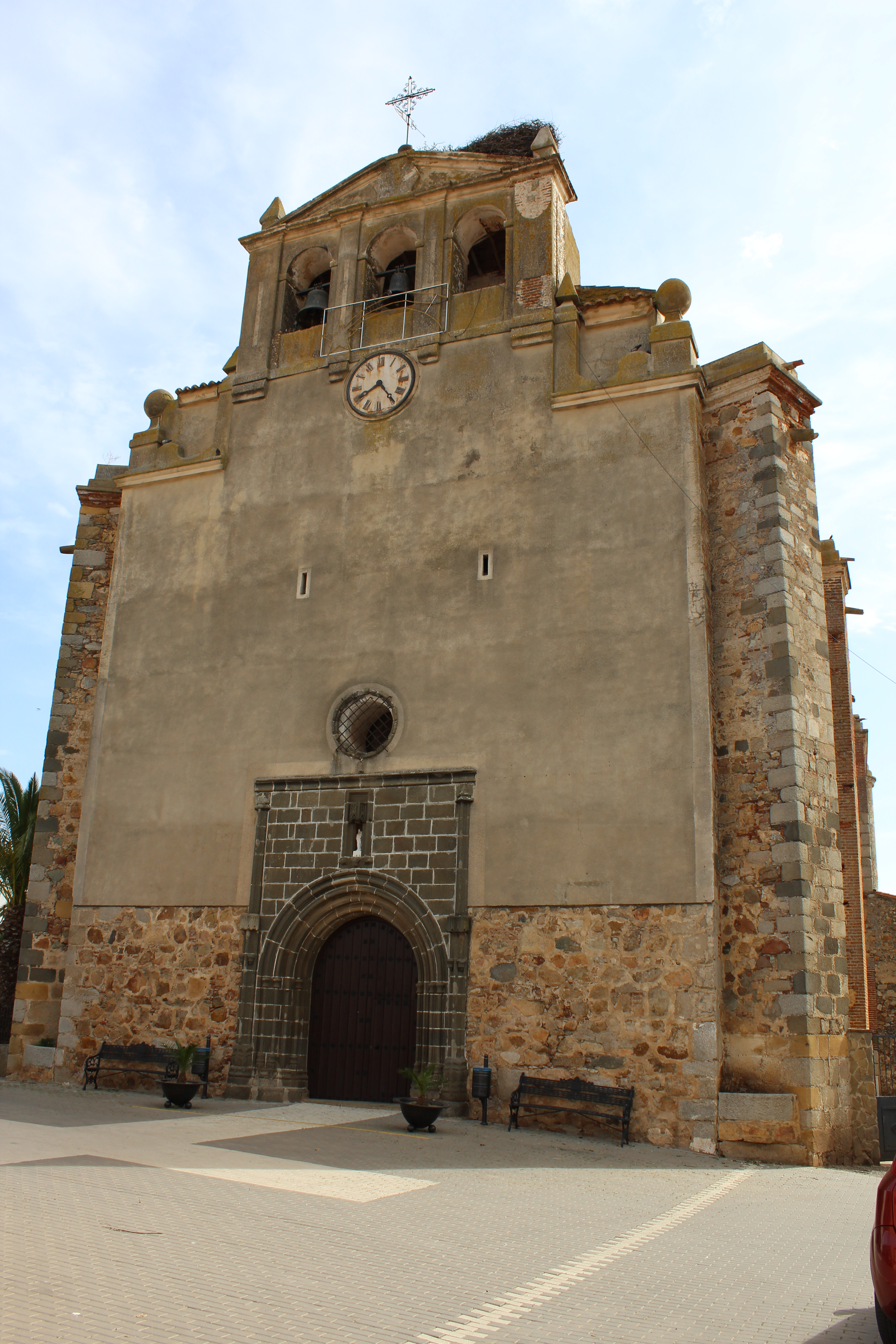
Iglesia de Nuestra Señora de la Candelaria, patrona de la localidad.

- Iglesia parroquial de Nuestra Señora de la Candelaria.[7] Fue construida por maestros de Zafra a finales del siglo XVI sobre otra anterior de origen templario, ya que en la misma se encuentran dos portadas de piedra tapiadas bajo ladrillos colocados en el XIV.
- Ermita del Santísimo Cristo de la Misericordia. Cercana a la iglesia, de origen mudéjar.
- Ermita de San Isidro. De estilo moderno, levantada sobre otra anterior llamada del Espíritu Santo, en cuyo terreno estaba el antiguo cementerio.
- Ermita de la Langosta. Hay una leyenda que dice que en esta ermita se manifestó una intervención divina para detener una plaga que asolaba a los campos.
- Cruz de Almendral siglo XVI. Monumento de piedra que en la parte superior representa una Cruz. Situado en el término oeste del pueblo, antiguamente era el punto más cercano a Almendral y puesto de llegada de antiguas procesiones que partían de dicho pueblo, de ahí su nombre.
- Torreón. Cerca de la iglesia existió una fortaleza que fue demolida en 1841. Actualmente perdura un torreón entre las casas.
- Molino Aceitero. Construido en el siglo XVIII fue mandado construir por el obispo Merino Malaguilla para el convento de beatas carmelitas de Badajoz, por lo que suele confundirse con un convento. Actualmente se encuentra en fase de restauración y acondicionamiento para uso de posada, baños termales, descanso, celebraciones y zona de paseo.
- Lagunas.  Laguna Grande y del Carril: Situadas en las inmediaciones, pertenecen al sistema lagunar de la Albuera. En la antigüedad solía ser un lugar de pesca, abrevadero de ganado y paseo.
- Fuentes, Albercones y Arroyos. Las fuentes destacadas principalmente son dos: una situada en la Plaza Mayor del pueblo y otra fuente en la parte N-E del pueblo, más pequeña y de 4 caños. Cabe destacar el arroyo Gavilán, que pasa por la franja Este de la localidad.

## Tradiciones
- Cada Navidad este pueblo la celebra con un Belén viviente en sus calles.
- Mercadillos Medievales.
- Matanza.
- Romerías.
- Fiestas populares.